# 본내퍼 드래곤의 전설
《본내퍼 드래곤의 전설》(영어: Legend of the Boneknapper Dragon)은 미국의 단편 애니메이션 영화이다.
2010년 제작된 애니메이션 영화 드래곤 길들이기의 외전으로 드림웍스 애니메이션이 제작하였으며, 2010년 10월 14일 미국에서 텔레비전 영화로 공개되었다. 드래곤 길들이기 DVD 출시시 부가 영상으로 수록되었다.